# Manuel Ferreira de Seabra da Mota e Silva

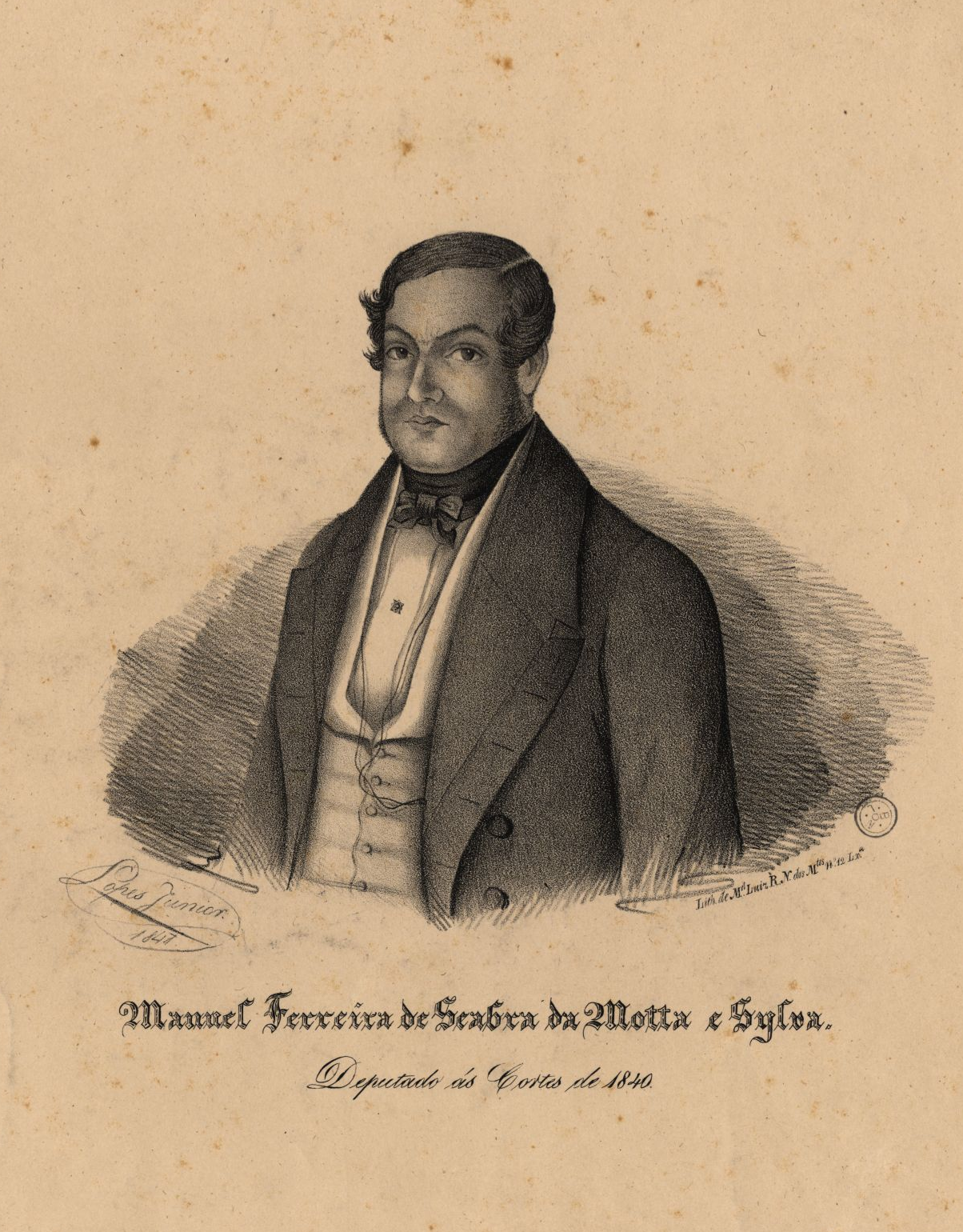
Manuel Ferreira de Seabra da Mota e Silva, em litografia de 1847

Manuel Ferreira de Seabra da Mota e Silva, primeiro e único barão de Mogofores, (Coimbra, 17 de novembro de 1786 – Mogofores, Casa do Caneiro, 21 de outubro de 1872), foi um escritor e fidalgo português.
Filho de Manuel António Ferreira e de Maria de Jesus de Seabra da Mota e Silva. Casou-se com Ana Felícia de Seabra e Sousa, com quem teve oito filhos.
Título criado por decreto de 20 de Maio de 1869, do rei D. Luís I de Portugal.